# Andreas Dohmen
Andreas Dohmen (* 1962 in Viersen) ist ein deutscher Komponist.

## Leben
Dohmen studierte an der Folkwang Hochschule in Essen Kontrabass bei Rolf Heister und Komposition bei Dieter Torkewitz. Von 1987 bis 1990 nahm er jährlich an den Meisterkursen für Komposition von Franco Donatoni an der Accademia Musicale Chigiana in Siena teil; von 1988 bis 1990 studierte er als Stipendiat des Deutschen Akademischen Austauschdienst/DAAD Komposition bei Franco Donatoni in Mailand und Biella. Nach Lehraufträgen an den Musikhochschulen in Essen, Duisburg, Dortmund und Bremen ist er seit 2013 Professor für Komposition an der Hochschule für Musik Würzburg.
Er schuf Auftragsarbeiten für Donaueschinger Musiktage (SWR), Wittener Tage für neue Kammermusik (WDR), ECLAT Festival Stuttgart (SWR), Musik der Zeit Köln (WDR), musica viva München (BR), Festival Présences Paris (Radio France), Musik der Jahrhunderte Stuttgart, SWR-Sinfonieorchester Baden-Baden und Freiburg, Symphonieorchester des Bayerischen Rundfunks München, WDR-Sinfonieorchester Köln, Neue Vocalsolisten Stuttgart, Schlagquartett Köln, Ensemble Modern Frankfurt, Ensemble 2e2m Paris, Ensemble Aventure Freiburg, Ensemble Ascolta Stuttgart, Trio Accanto.

## Preise und Auszeichnungen
- Preisträger beim internationalen Kompositionswettbewerb des WDR Köln/Forum junger Komponisten
- Ehrendiplom (diploma di merito) der Accademia Musicale Chigiana Siena
- Folkwang-Preis für Komposition
- Kunstpreis Berlin/Förderpreis Musik
- 1. Preis beim internationalen Kompositionswettbewerb der Stadt Rom „Premio Valentino Bucchi“
- 1. Preis beim Kompositionswettbewerb der Landeshauptstadt Stuttgart
- Orchesterpreis des SWR-Sinfonieorchesters Baden-Baden und Freiburg/Donaueschinger Musiktage 2011[2]

## Werke
- per forza … (come da lontano) für Ensemble (1990-91).

CD: Ensemble Musica Viva Dresden, Leitung: Jürgen Wirrmann, Dokumentation Dresdner Tage der zeitgenössischen Musik 1992 (Hrsg.: Dresdner Zentrum für zeitgenössische Musik)
- Discours du grand sommeil für Streichquartett (1991-92)

UA: Arditti Quartet, Düsseldorf, 27. April 1992 (17')
- Portraits und Wiederholung I für sieben Stimmen (1997/98 – rev. Fassung 2005). 2 S., Mz., Ct., T., Bar., B.

UA: Neue Vocalsolisten Stuttgart, Kassel 1998.
UA der rev. Fassung: Neue Vocalsolisten Stuttgart, Schwaz 2005.
CD: Neue Vocalsolisten Stuttgart, COL LEGNO, WWE 1 CD 20031
- Musik für Gerhard Richter (Portraits und Wiederholung II) für großes Orchester (1999 / 2000). 4,4,4,4 – 6,3,3,1 – Pk., 3 Schlgz., 2 Hrf., Klav., Akk. – 16,14,12,10,8.

UA: SWR-Sinfonieorchester Baden-Baden und Freiburg, Leitung: Lothar Zagrosek, Donaueschingen 2000.
CD: SWR-Sinfonieorchester Baden-Baden und Freiburg, Leitung: Lothar Zagrosek, COL LEGNO, WWE 4CD 20201
- frottages für Ensemble (2000 / 01). 0,0,1(Bkl.),1(Kfg.) – 1,1,1,1 – 2 Schlgz., 2 Klav., Hrf., Akk. – 0,0,0,0,3.

UA: Ensemble Modern, Leitung: Kasper de Roo, Witten 2001.
CD1: Ensemble Modern, Ltg.: Kasper de Roo, Dokumentation Wittener Tage für neue Kammermusik 2001, Hrsg.: WDR mit dem Kulturforum Witten.
CD2: Ensemble Modern, Ltg.: Kasper de Roo, WERGO, WER 6568 2.
- Kuhlmannkommentar für Sopran, vier Männerstimmen und drei Instrumentalisten (2001). S., 2 T., Bar., B. – Trpt., Pos., Schlgz.

UA: Neue Vocalsolisten Stuttgart, Ensemble Modern, Frankfurt 2001.
CD: Neue Vocalsolisten Stuttgart, Ensemble Modern, WERGO, WER 6568 2.
- tempo giusto für großes Orchester mit Schlagquartett-Solo (2002/03). 4,4,4,4 – 6,3,3,1 – Pk., 3 Schlgz., 2 Hrf., Klav. – Soli: 4 Schlgz. – 16,14,12,10,8.

UA: Schlagquartett Köln, WDR-Sinfonieorchester Köln, Ltg.: Stefan Asbury, Köln 2004.
CD: Schlagquartett Köln, WDR Sinfonieorchester Köln, Leitung: Stefan Asbury, WERGO, WER 6568 2.
- Lautung für großes Orchester mit fünf Solostimmen (2003/04). 4,4,4,4 – 6,3,3,1 – Pk., 3 Schlgz., 2 Hrf., Klav. – Soli: 5 Solostimmen – 16,14,12,10,8.

UA: Neue Vocalsolisten Stuttgart, SWR-Sinfonieorchester Baden-Baden und Freiburg, Leitung: Roland Kluttig, Donaueschingen 2004.
CD: Neue Vocalsolisten Stuttgart, SWR-Sinfonieorchester Baden-Baden und Freiburg, Ltg.: Roland Kluttig, COL LEGNO, WWE 1 CD 20245
- adest für Schlagquartett mit obligaten Pauken (2004/05).

UA: Schlagquartett Köln, Stuttgart 2007.
- dissociations für großes Orchester mit drei Soloharfen (2005–07). 3,4,3,3 – 6,3,3,1 – Pk., 3 Schlgz., Klav. – Soli: 3 Hrf. – 14,12,10,8,6.

UA: Hrf.-Soli: Frédérique Cambreling, Maria Stange, Mirjam Schröder, Symphonieorchester des Bayerischen Rundfunks, Leitung: Lothar Zagrosek, München 2008.
- infra für fünf Stimmen (2007/08). S., Mz., T., Bar., B. UA: Neue Vocalsolisten Stuttgart, Stuttgart 2009.

CD1: Neue Vocalsolisten Stuttgart, Dokumentation Warschauer Herbst 2011, Hrsg.: Warsaw Autumn International Festival of Contemporary Music.
CD2: Neue Vocalsolisten Stuttgart, COL LEGNO, WWE 1CD 2012.
- Latah für sechs Instrumentalisten (2008/09). Trpt., Posaune, 2 Schlagzeuge, E-Gitarre, Klavier.

UA: ensemble ascolta, Stuttgart 2009.
- zirckel / richtscheyt / felscher für großes Orchester (2009-11). 4,4,4,4 – 6,4,4,1 – 2 Pk., 4 Schlgz., 2 Hrf., Klav. – 16,14,12,10,8.

UA: SWR-Sinfonieorchester Baden-Baden und Freiburg, Leitung: François-Xavier Roth, Donaueschingen 2011.
CD: SWR-Sinfonieorchester Baden-Baden und Freiburg, Leitung: François-Xavier Roth, NEOS, SACD 11214–16.
- versi rapportati für Sax. (Alt/Bar.), Schlagzeug und Klavier (2012/13).

UA: Trio Accanto (Marcus Weiss, Christian Dierstein, Nicolas Hodges), Köln 6. Dezember 2013.
CD: Trio Accanto (Marcus Weiss, Christian Dierstein, Nicolas Hodges), WERGO WER 7364 2
- Tmesis / Protokollfür Ensemble (2013). 0,0,1(auch Bkl.),0 – 0,0,1,0 – 2 Schlgz., Hrf., Klav. – 0,0,0,1,1.

UA: Ensemble 2e2m, Ltg.: Pierre Roullier, Paris 2014.
- … blinde worte … (Musik für G.P.H.) für Sopran, Posaune und Kammerorchester (2014/15). 2,2,2,2 – 2,2,2,1 – 2 Schlgz, Hrf., Klavier. – Soli: Sopr., Pos. – 6,6,5,4,3.

UA: Sarah Maria Sun: Sopran, Uwe Dierksen: Posaune, WDR-Sinfonieorchester Köln, Ltg.: Titus Engel, Wittener Tage für Neue Kammermusik, Witten 2015.
CD: Sarah Maria Sun: Sopran, Uwe Dierksen: Posaune, WDR Sinfonieorchester Köln, Leitung: Titus Engel, Dokumentation Wittener Tage für neue Kammermusik 2015, Hrsg.: WDR mit dem Kulturforum Witten.
- a doppio movimento für E-Gitarre, Harfe, Klavier und großes Orchester (2016/17). 4,4,4,4 – 6,4,4,1 –  Pk., 4 Schlgz. – Soli: E-Gitarre, Harfe, Klavier – 16,14,12,10,8.

UA: Yaron Deutsch: E-Gitarre, Andreas Mildner: Harfe, Nicolas Hodges: Klavier, SWR-Sinfonieorchester, Leitung: Ilan Volkov, Donaueschingen 2017.